# Metatinea immaculatella
Metatinea immaculatella är en fjärilsart som beskrevs av Hans Rebel 1892. Metatinea immaculatella ingår i släktet Metatinea och familjen äkta malar. Inga underarter finns listade i Catalogue of Life.